# 千原ジュニアの名車再生プロジェクト
『千原ジュニアの名車再生プロジェクト』（ちはらジュニアのめいしゃさいせいプロジェクト）は、株式会社NTTドコモが提供するdTVチャンネルにおけるクルマ・バイク専門チャンネルDiscovery TURBOにて2018年12月14日の19時より配信された自動車番組である。2019年8月12日から21日にはCS放送のディスカバリーチャンネルにても放送された。

## 概要
旧車のレストアを紹介する自動車番組であり、イギリス発の人気番組『名車再生!クラシックカー・ディーラーズ』にインスパイアされ企画された。
いすゞベレット1600GTR、1969年式1750スパイダーベローチェ、ハコスカをレストアする。コンテンツの一部はYouTubeでも閲覧可能である。

## 出演
- 千原ジュニア

## 放送リスト
| 回     | タイトル                                      | スカパー 初回放送日 | 内容 |
| ------ | --------------------------------------------- | ------------------- | --- |
| 第1回  | いすゞベレット 1                              | 2019年8月12日       | ベース車を60万円で購入したいすゞベレットのエンジンとガソリンタンクをISUZU SPORTS社にて修復する。           |
| 第2回  | いすゞベレット 2                              | 2019年8月13日       | いすゞベレットのボディが錆びた箇所を板金し、再塗装。                                                       |
| 第3回  | いすゞベレット 3                              | 2019年8月14日       | ボディに最終磨きをかけて内装も綺麗にして千原ジュニアが試乗。最終的な売値は390万円。                        |
| 第4回  | アルファロメオ 1                              | 2019年8月15日       | ミラノオートサービスにて、エンジンのOHと板金修理が終わったヴェローチェに内装と幌を取り付ける。             |
| 第5回  | アルファロメオ 2                              | 2019年8月16日       | シートとボンネットを取り付け、試乗。2年かかったレストアの総費用は約1,000万円。                             |
| 第6回  | 超貴重ハコスカ1                               | 2019年8月19日       | 仕入れ値が400万円のハコスカ2000GTを内田モーターワークスにてGT-R風に改造する。板金と塗装の修復を行った。    |
| 第7回  | 【ハコスカ2】３人の匠による神の技大公開       | 2019年8月20日       | 足回りのメンテと内装の張り替えを行った。                                                                   |
| 第8回  | 【ハコスカ3】いよいよ完結！                   | 2019年8月21日       | エンジンをオーバーホールし、ガラス・エクステリアの装着を行い、試乗。修理費は高級セダン一台分程度とのこと。 |
| 第9回  | ベンツ190SLとトヨタ2000GT                     | 2019年9月16日       | ヨシノ自販にてベンツ190SLとトヨタ2000GTをレストアする。                                                    |
| 第10回 | 創業100年越えの内装！特殊車両を支える職人     | 2019年9月16日       | 野口自動車にて特殊車両を見る。                                                                             |
| 第11回 | 日本最大級のクラッシックカーショーに潜入      | 2019年9月23日       | 旧車イベントの紹介                                                                                         |
| 第12回 | 千原ジュニアが選ぶ名車再生の神業トップ5（前） | 2019年9月23日       | 総集編 |
| 第13回 | 千原ジュニアが選ぶ名車再生の神業トップ5（後） | 2019年9月30日       | 総集編 |